# Mimegralla macropus
Mimegralla macropus är en tvåvingeart som först beskrevs av Thomson 1869.  Mimegralla macropus ingår i släktet Mimegralla och familjen skridflugor. Inga underarter finns listade i Catalogue of Life.